# Le Crès
Le Crès település Franciaországban, Hérault megyében. Lakosainak száma 9267 fő (2022. január 1.). Le Crès Castelnau-le-Lez, Jacou, Saint-Aunès, Teyran és Vendargues községekkel határos.

## Népesség
A település népességének változása:
| Lakosok száma | 1388 | 6088 | 6601 | 6788 | 8693 | 9220 | 9321 | 9310 | 9305 | 9267 |
|               | 1968 | 1982 | 1990 | 2006 | 2013 | 2015 | 2017 | 2019 | 2020 | 2022 |